# 小波渡駅
小波渡駅（こばとえき）は、山形県鶴岡市小波渡にある、東日本旅客鉄道（JR東日本）羽越本線の駅である。

## 歴史
- 1944年（昭和19年）10月1日：運輸通信省（国鉄）の小波渡信号場として開業[2]。
- 1945年（昭和20年）10月：小波渡駅設置期成同盟会が結成される[3]。
- 1946年（昭和21年）7月：旅客乗降の取扱いが始まる[4]。
- 1950年（昭和25年）2月1日：駅に昇格し、小波渡駅となる[1][2]。
- 1972年（昭和47年）9月1日：荷物の取り扱いを廃止[5]。無人駅となる[6]。
- 1987年（昭和62年）4月1日：国鉄分割民営化に伴い、東日本旅客鉄道の駅となる[2]。

## 駅構造
相対式ホーム2面2線を有する地上駅である。かつてはカーブしたホームであったが、複線化の際に線形が改良され、今ではほぼ直線のホームになっている。下り線の鶴岡寄り脇にかつての上り線ホームの遺構の一部が残っている。駅舎は下りホーム側に設置されているが、跨線橋や構内踏切がないため、上りホームには駅前の地下道を通って入る必要がある。
酒田駅管理の無人駅である。

### のりば
| 番線 | 路線      | 方向 | 行先                 |
| ---- | --------- | ---- | -------------------- |
| 1    | ■羽越本線 | 下り | 鶴岡・酒田・秋田方面 |
| 2    | ■羽越本線 | 上り | 村上・新津方面       |

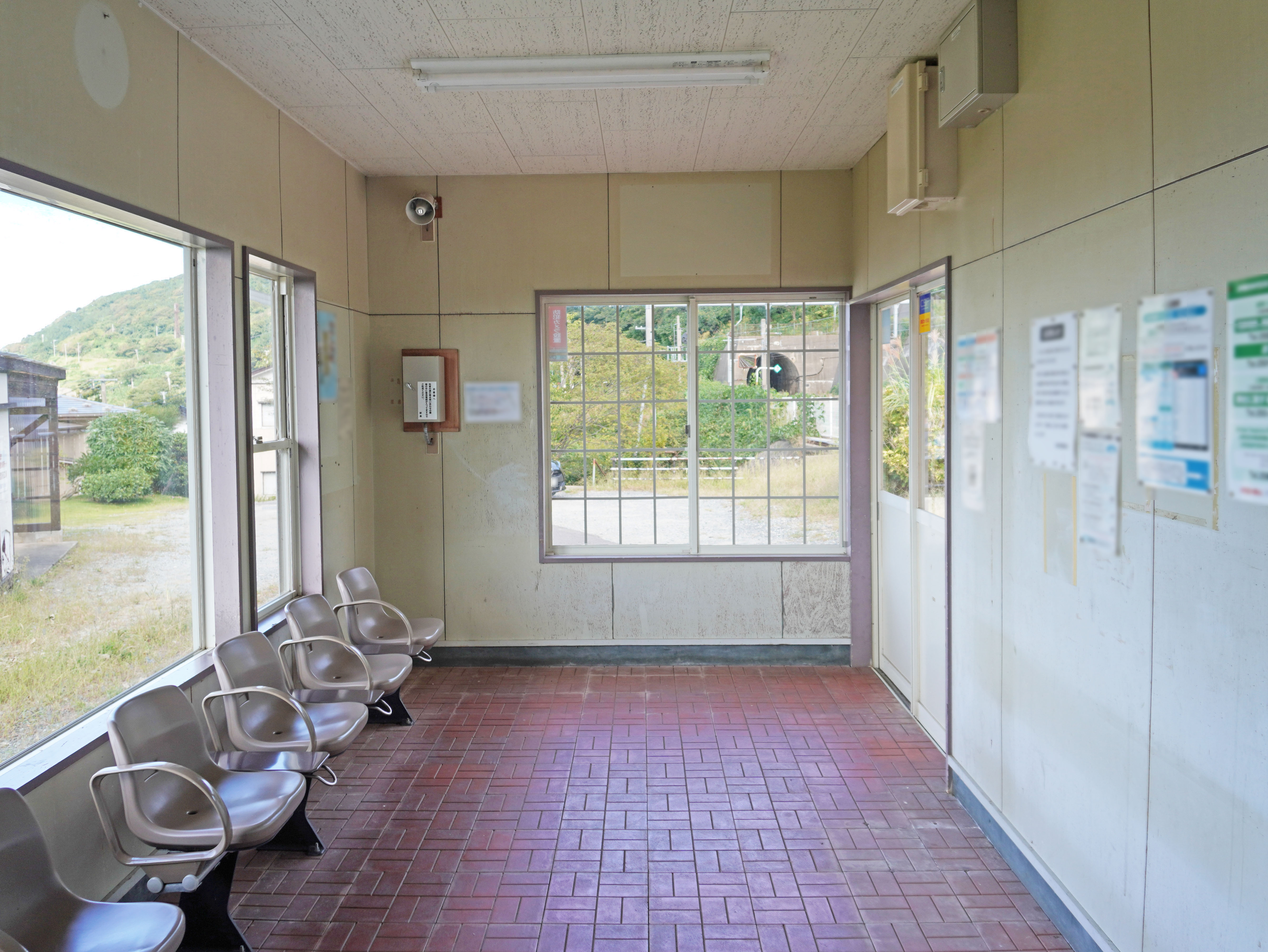
待合室（2022年9月）
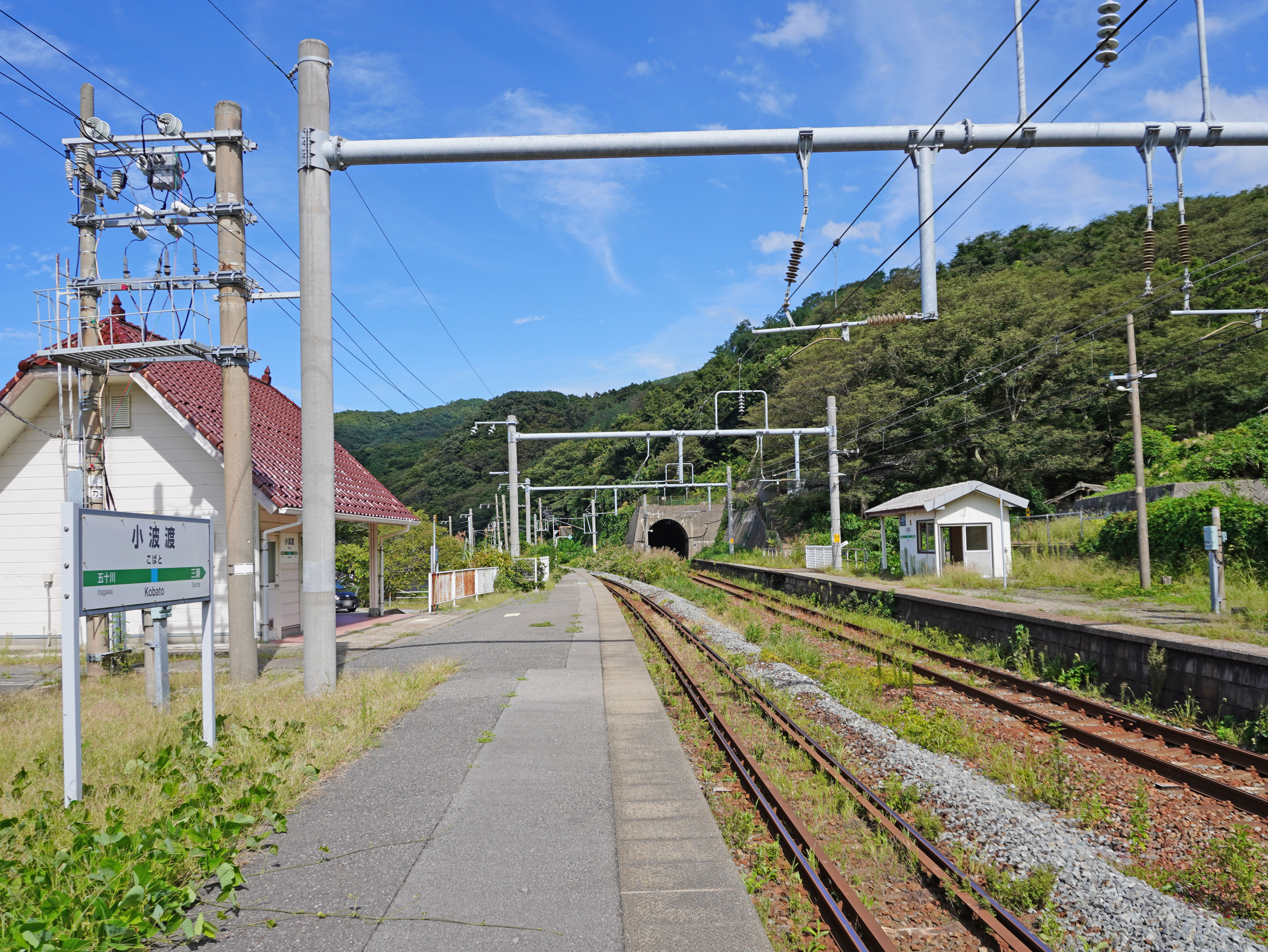
ホーム（2022年9月）
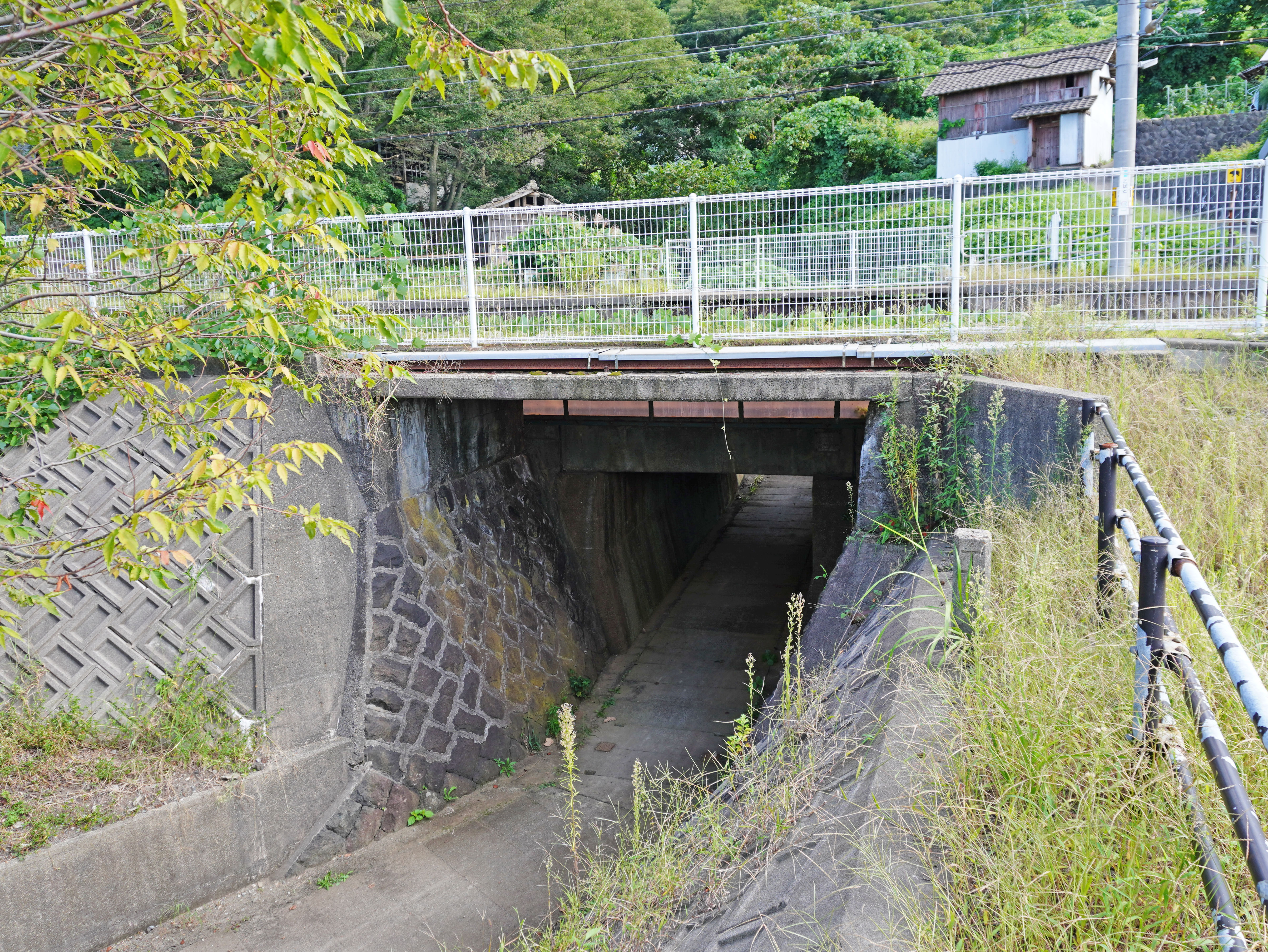
地下道（2022年9月）

## 利用状況

### 旅客輸送
1952年度（昭和27年度）、1954年度（昭和29年度）- 1955年度（昭和30年度）、1987年度（昭和62年度）- 2009年度（平成21年度）の1日平均乗車人員の推移は以下のとおりであった。
| 1日平均乗車人員推移 | 1日平均乗車人員推移 | 1日平均乗車人員推移 | 1日平均乗車人員推移 | 1日平均乗車人員推移 |
| 年度                | 一般                | 定期                | 合計                | 出典                |
| ------------------- | ------------------- | ------------------- | ------------------- | ------------------- |
| 1952年（昭和27年）  |                     |                     | 276                 | [ 8 ]               |
| 1954年（昭和29年）  |                     |                     | 288                 | [ 8 ]               |
| 1955年（昭和30年）  |                     |                     | 298                 | [ 9 ]               |
| 1987年（昭和62年）  |                     |                     | 103                 | [ 10 ]              |
| 1988年（昭和63年）  |                     |                     | 92                  | [ 10 ]              |
| 1989年（平成元年）  | 22                  | 64                  | 86                  | [ 11 ]              |
| 1990年（平成02年）  | 22                  | 62                  | 84                  | [ 11 ]              |
| 1991年（平成03年）  | 25                  | 60                  | 85                  | [ 11 ]              |
| 1992年（平成04年）  | 19                  | 56                  | 75                  | [ 11 ]              |
| 1993年（平成05年）  | 19                  | 57                  | 77                  | [ 11 ]              |
| 1994年（平成06年）  | 21                  | 56                  | 77                  | [ 11 ]              |
| 1995年（平成07年）  | 21                  | 55                  | 76                  | [ 11 ]              |
| 1996年（平成08年）  | 20                  | 53                  | 73                  | [ 11 ]              |
| 1997年（平成09年）  | 18                  | 45                  | 63                  | [ 11 ]              |
| 1998年（平成10年）  | 19                  | 43                  | 63                  | [ 11 ]              |
| 1999年（平成11年）  | 19                  | 49                  | 68                  | [ 11 ]              |
| 2000年（平成12年）  | 14                  | 48                  | 63                  | [ 11 ]              |
| 2001年（平成13年）  | 13                  | 48                  | 62                  | [ 11 ]              |
| 2002年（平成14年）  | 14                  | 38                  | 52                  | [ 11 ]              |
| 2003年（平成15年）  | 12                  | 43                  | 55                  | [ 11 ]              |
| 2004年（平成16年）  | 11                  | 32                  | 42                  | [ 11 ]              |
| 2005年（平成17年）  | 10                  | 28                  | 38                  | [ 11 ]              |
| 2006年（平成18年）  | 10                  | 25                  | 35                  | [ 11 ]              |
| 2007年（平成19年）  | 10                  | 32                  | 42                  | [ 11 ]              |
| 2008年（平成20年）  | 11                  | 30                  | 41                  | [ 11 ]              |
| 2009年（平成21年）  | 10                  | 29                  | 39                  | [ 11 ]              |

### 荷物輸送
1954年（昭和29年）の年間の荷物輸送量は以下のとおりであった。
| 年                 | 手荷物  | 手荷物  | 小荷物 | 小荷物  | 出典  |
| 年                 | 発送    | 到着    | 発送   | 到着    | 出典  |
| ------------------ | ------- | ------- | ------ | ------- | ----- |
| 1954年（昭和29年） | 1,299個 | 1,003個 | 393個  | 1,907個 | [ 8 ] |

## 駅周辺
羽越本線で北へ向かう場合、このあたりまでは日本海の近くを走る。当駅を過ぎると内陸寄りへ入っていく。

## 隣の駅
東日本旅客鉄道（JR東日本）
■羽越本線
五十川駅 - 小波渡駅 - 三瀬駅